# 철도 등급

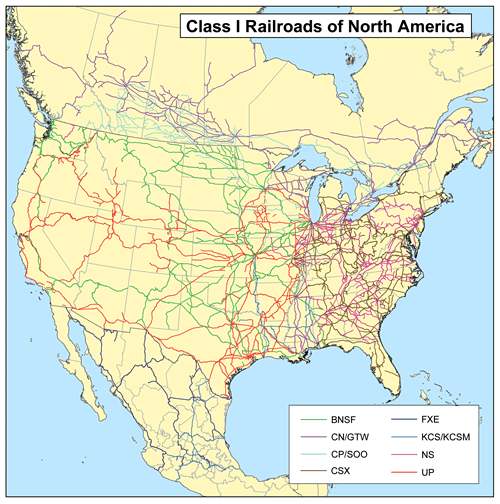
2006년 북아메리카의 클래스 I 철도

철도 등급 또는 철도 클래스(railroad classes)는 미국에서 화물 철도를 지정하는 시스템이다. 철도는 1992년 지상교통위원회(Surface Transportation Board)가 처음 설정한 연간 수익 기준에 따라 클래스 I, II 또는 III으로 지정된다. 인플레이션에 대한 연간 조정을 통해 2019년 기준액은 클래스 I 캐리어의 경우 US$504,803,294, 클래스 II 캐리어의 경우 US$40,384,263이다. (소형 캐리어는 기본적으로 클래스 III이었다.)
미국에는 BNSF 철도, CSX 교통, 캐나디안 내셔널 철도, CPKC, 노퍽 서던 철도 및 유니언 퍼시픽 철도 등 6개의 클래스 I 화물 철도 회사가 있다. 캐나디안 내셔널은 캐나다에서도 운영되며 CPKC는 캐나다와 멕시코에서 운영된다.
또한, 미국의 국영 여객 철도인 암트랙은 캐나다의 VIA 철도 여객 서비스와 마찬가지로 화물 운송인 경우 클래스 I 자격을 갖추게 된다. 멕시코의 페로멕스 화물 철도도 클래스 I 자격을 갖추었지만 미국 내에서는 운행되지 않는다.